# Leblouh
Leblouh, en árabe: البلوح, romanizado: lə-blūḥ, es la práctica de alimentar a las niñas a la fuerza desde los cinco hasta los diecinueve, en Mauritania y el Sáhara Occidental, donde tradicionalmente se consideraba deseable la obesidad. Especialmente prevalente en las zonas rurales y que tiene sus raíces en la  tradición tuareg. leblouh se practica para aumentar las posibilidades de matrimonio en una sociedad en la que el alto volumen de los cuerpos solía ser un signo de riqueza. El sinónimo gavage proviene del término francés para la alimentación forzada de gansos para producir foie gras.

## Antecedentes
La práctica se remonta al siglo XI, y se ha informado de que ha tenido un retorno significativo en Mauritania después de que una junta militar se apoderara del país en 2008.
Las mujeres mayores, llamadas "engordadoras", obligan a las jóvenes a consumir enormes cantidades de alimentos y líquidos, por lo que  se les causaba dolor si no comían ni beben. Una manera de infligir dolor es pellizcando un miembro entre dos palos. A un niño de seis años se le puede obligar a beber 20 litros de leche de camella y a comer dos kilos de mijo machacado mezclado con dos tazas de mantequilla todos los días. Aunque la práctica es abusiva, las madres afirman que no hay otra manera de asegurar un buen futuro para sus hijos.
Las generaciones más jóvenes de hombres en Mauritania ahora ven el engorde de forma negativa.

El engorde es algo de los años 50. Hoy en día las chicas ven desfiles de moda en la televisión. Sus modelos son actrices estadounidenses o cantantes libanesas con vestidos sexys. Las chicas hacen deporte pero a los hombres mauritanos les gustan las mujeres ligeramente redondas. Pero no hay forma de que queramos que sean obesos.
Mohamed el-Mounir, Girls being forcefeed for marriage as fattening farms revived, The Guardian, 1 de marzo de 2009

Una práctica similar se menciona en un cuento popular titulado «La tortuga con una linda hija», recogido en Folk Stories from Southern Nigeria (1910). El folclorista que escribió la historia explicó el tratamiento de la "hija bonita": La casa de engorde es una habitación donde una chica es mantenida por algunas semanas antes de su matrimonio. Se le da mucha comida, y se le hace lo más gorda posible, ya que la gordura es vista como una gran belleza por el pueblo Efik.

## Publicaciones en diferentes países

### Mauritania
- Granja de engorde de mujeres de Mauritania January 26, 2004.
- busca revertir el espíritu de 'la grasa es bella' By Sharon LaFraniere July 3, 2007
- Culturas negativas de Leblouh November 2010
- alimentación forzada de niñas jóvenes en decadencia, reemplazada por medicamentos formulados para el ganado February, 2011
- Grasso è bello en Mauritania February 25, 2009.
- Forzado a ser gordo July 21, 2011
- Alimentación forzada en Mauritania. Fotos de Joost De Raeymaeker 2013

### Níger
- Gavage (aḍanay) chez les Touaregs Iwellemmeden kel Denneg (E. Bernus) 1987

### Nigeria
- Donde la grasa es una marca de belleza Los Angeles Times, September 30, 1998
- Confinamiento, engorde y circuncisión de la novia: promoción de la violencia contra las mujeres Archivado el 13 de noviembre de 2014 en Wayback Machine. December 2, 2012
- La sala de engorde: tradición Nkuho an Efik Archivado el 7 de julio de 2015 en Wayback Machine. 2010
- EAT, EAT, EAT si quieres ser amado En África, lo grande es hermoso March 25, 2001

### Marruecos
- Prácticas de engorde entre las mujeres saharauis marroquíes September 12, 2006

### Sudan
- Delgado en Sudán: la carnosidad femenina pierde su encanto

### Túnez
- Le gavage à Djerba 1987

### Tunecinos judíos
- En el siglo XIX y principios del XX, el cuerpo femenino judío tunecino fue sometido a un dramático proceso de engorde en preparación para el matrimonio

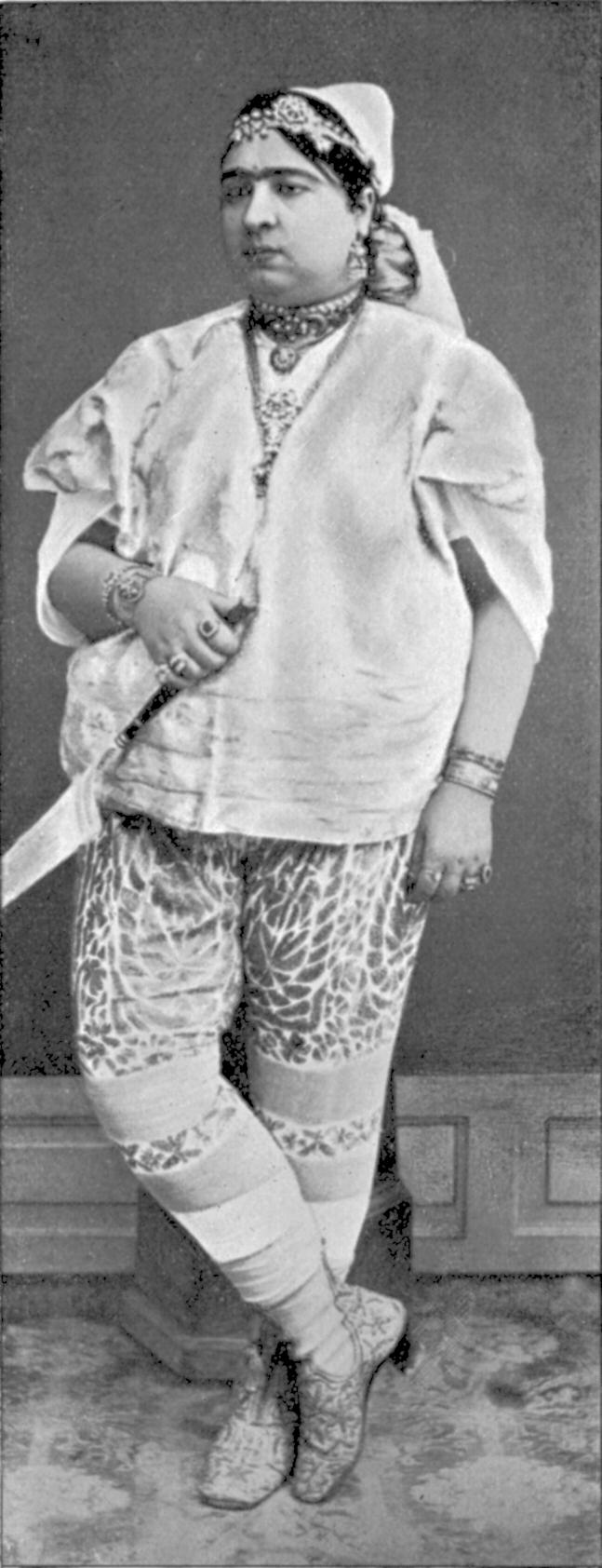
Mujer judía tunecina, alrededor de 1900.
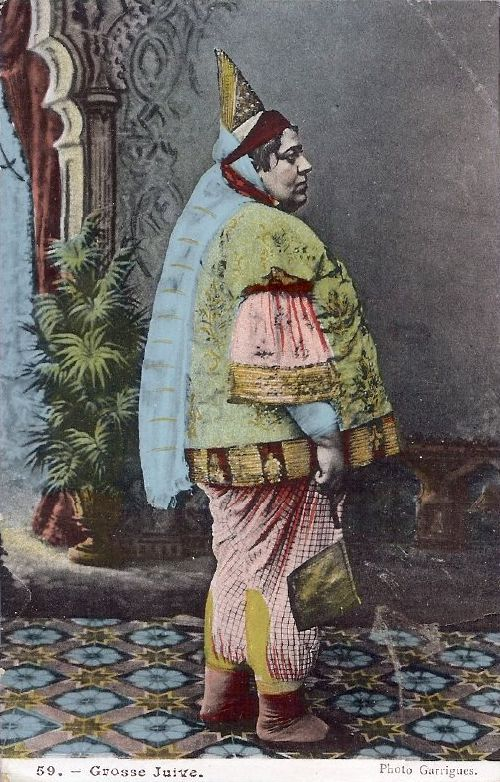
Big Jew, de Garrigues en la isla de Djerba.
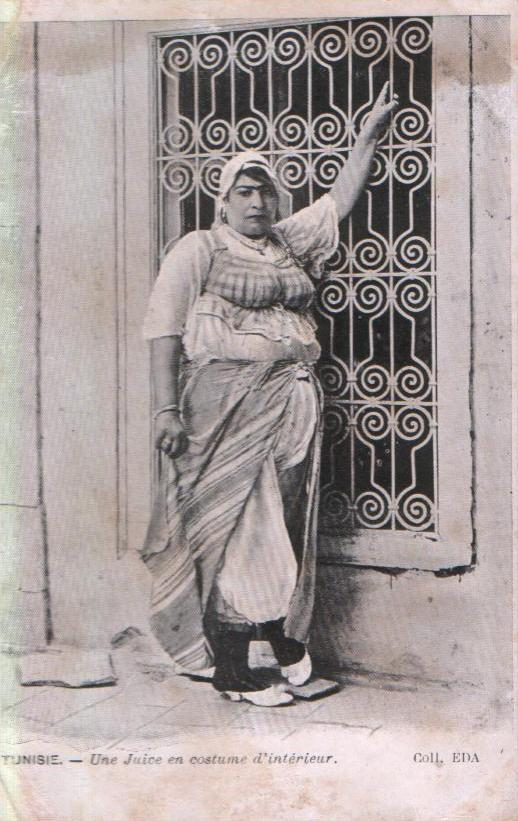
Mujer judía tunecina de la década de 1910.
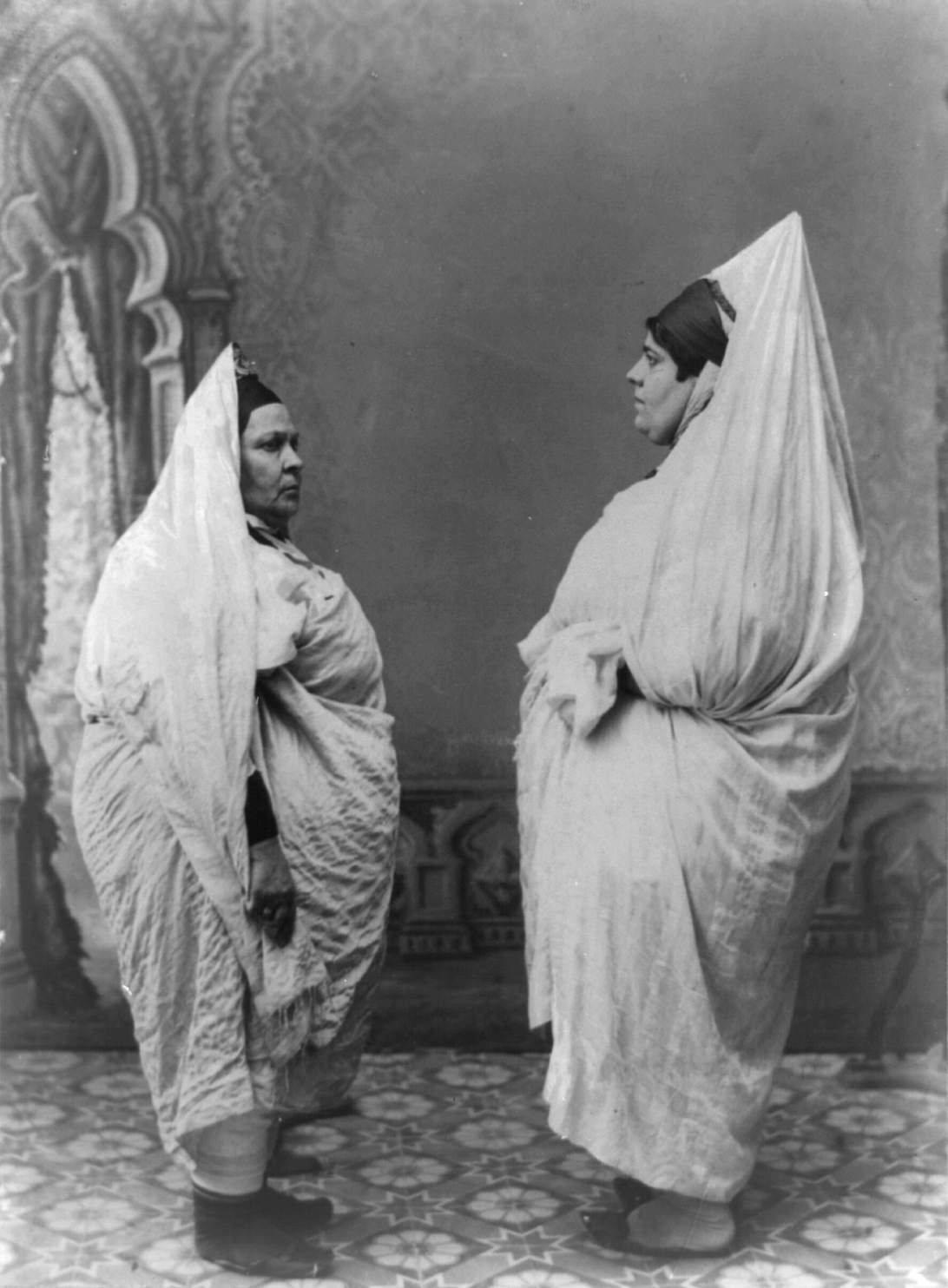
Mujeres judías en Túnez. Sobre 1910.

### Uganda
- The Price of Beauty Ep# 104	Title: "Uganda" Air-date: April 5, 2010

### Kenia y Sudáfrica
- Reinas africanas May 21, 2003